# دهستان بارا
دهستان بارا (به لاتین: Bara Gewog) یک دهستان در کشور بوتان است که در ناحیهٔ سامتس واقع شده‌است. دهستان بارا ۱۸۶ کیلومتر مربع مساحت دارد.